# انجیر سیکامور
انجیر سیکامور (نام علمی: Ficus sycomorus) نام یک گونه از سرده انجیر است.